# John Goodricke (astronom)
John Goodricke (ur. 17 września 1764 w Groningen, Holandia, zm. 20 kwietnia 1786 w Yorku, Anglia) – angielski astronom, który jako pierwszy zauważył, że niektóre z gwiazd zmiennych są okresowe oraz podał dokładne wyjaśnienie tej zmienności. Laureat Medalu Copleya.

## Życiorys
Urodził się w Groningen jako syn brytyjskiego dyplomaty Johna Goodricke i Holenderki. W wieku pięciu lat zachorował na szkarlatynę i ogłuchł. Rodzice zadbali, aby odebrał edukację w szkole dla głuchych w Edynburgu. Uczył się na tyle dobrze, że mógł studiować w Warrington Academy niedaleko Yorku, gdzie zainteresował się astronomią. W 1781 roku, po zakończeniu trzyletniej edukacji w tej szkole, powrócił do Yorku. Obserwacje astronomiczne prowadził ze swoim sąsiadem, astronomem Edwardem Pigottem. 6 kwietnia 1786 roku został członkiem Towarzystwa Królewskiego (Royal Society). Wkrótce potem zmarł, prawdopodobnie na zapalenie płuc, którego nabawił się podczas swoich nocnych obserwacji.

## Osiągnięcia
12 listopada 1782 roku, jako zaledwie osiemnastolatek, odnotował w swoim dzienniku odkrycie zmienności Algola – zauważył, że jest ona bardzo regularna. Jasność tej gwiazdy utrzymywała się w okolicach 2,1m, jednak co 2,867 dnia spadała nagle do swojej minimalnej jasności 3,3m.

W 1783 roku zdał relację ze swoich obserwacji londyńskiemu Towarzystwu Królewskiemu. Zaproponował dwa różne wyjaśnienia niecodziennego zachowania gwiazdy: Algol albo był czasowo zasłaniany przez inny, ciemny obiekt, albo obracał się i miał na powierzchni ciemną plamę. Pierwsza z teorii okazała się prawdziwa.
W 1784 roku stwierdził zmienność drugiej gwiazdy, oznaczanej jako delta (δ) Cephei. Oszacował okres jej zmienności na 128 godzin i 45 minut, czyli 5,36634 dnia. Jasność zmienia się w granicach 3,6 – 4,4 m.

## Nagroda i upamiętnienie
Za swoje odkrycie w wieku 19 lat otrzymał od Towarzystwa Królewskiego Medal Copleya; według danych z 2021 roku, w tym czasie nadal pozostawał najmłodszym laureatem tej nagrody.
Na jego cześć nazwano planetoidę (3116) Goodricke.